# Гребінецький Михайло
Миха́йло Гребіне́цький (* 1887, Київщина — † 26 червня 1943, Нью-Йорк) — український співак (низький бас). Відомий за виступами в Українській хоровій капелі Олександра Кошиця і в Українському національному квартеті (США).

## Життєпис
Михайло Гребінецький народився у 1887 році на Київщині. Закінчив Духовну семінарію, а також Петроградський лісовий інститут.
Маючи талант співака, він навчався співу під керівництвом професора Дельнорде. За короткий час Михайло досяг великих успіхів у студіях співу і в 1914 році був готовий до виступу у Петербурзькій опері, але ці наміри не збулись через війну, що тоді почалась.
Після війни Михайло Гребінецький почав виступати як член-співак капели О. Кошиця, брав участь у концертах, що відбувались у Європі, Північній та Південній Америці.
У жовтні 1922 року частина капели, перейменована на Український національний хор, перебралась до США. У складі хору Михайло Гребінецький виступав зі своєю сестрою Марією Гребінецькою та своєю дружиною Дорою (Федорою) Стеценко, сестрою знаного композитора Кирила Стеценка.
Згодом Михайло став солістом популярного в США Українського Національного Квартету (вокальний квартет з піаніно і гітарою), який виступав у складі: Михайло Гребінецький, Йосип (Іван) Давиденко, Клим Щит, Петро Ординський.
Збереглись записи їх пісень, зокрема «Прометей» (муз. К. Стеценка), «Чумак», «Комар», «Чуєш, брате мій» Б. Лепкого, «Ой, лопнув обруч» (народна пісня), «Дві жінки» (гумористична пісня).
М. Гребінецький був знаний широким колам американського суспільства завдяки своїм концертним виступам. Він також брав участь в українських концертах та виставах, в яких виявив драматичний талант. Американський журналіст Нестор Нововірський (1890—1972) писав: «Природа наділила Михайла Гребінецького винятковим голосом. Він мав низький бас і умів ним володіти як справжній мистець, відтіняючи найніжніші, тендітні почування з досконало опанованою милозвучністю».
М. Гребінецький помер 26 червня 1943 року. Похований на Мелвільському цвинтарі (Лонг-Айленд, штат Нью-Йорк).